# Mariusz Lewandowski
Mariusz Lewandowski (Legnica, Polonia, 18 de mayo de 1979) es un exfutbolista y entrenador polaco que jugaba de centrocampista y su último club fue el PFC Sevastopol de la Liga Premier de Ucrania. Su último equipo dirigido fue el Radomiak Radom de la Ekstraklasa.

## Biografía
Lewandowski, que jugó de defensa o de centrocampista defensivo, empezó su carrera profesional en el Zagłębie Lubin.
En enero de 2000 se marcha a jugar al Dyskobolia Grodzisk Wielkopolski, donde se convirtió en titular indiscutible.
En 2001 ficha por el Shakhtar Donetsk, convirtiéndose en el primer jugador polaco en jugar en la Liga Premier de Ucrania. En su primera temporada conquistó el título de Liga, la primera en la historia del club, y el de Copa. 
En esta etapa Lewandowski fue uno de los jugadores claves de su equipo, participando también varias veces en la Liga de Campeones de la UEFA. Ha ganado un total de cuatro Ligas, tres Copas y una Supercopa. 

### Selección nacional
Ha sido Internacional con la Selección de Polonia en 84 ocasiones, anotando 8 goles. Su debut como internacional se produjo el 21 de febrero de 2004 en un partido contra Islas Feroe. Anotó su primer tanto con la camiseta nacional el 16 de noviembre de 2005 contra Estonia.
Participó en la Copa Mundial de Fútbol de Alemania 2006. Lewandowski salió al campo unos minutos frente a Alemania y Costa Rica.
Fue convocado para participar en la Eurocopa 2008, donde jugó como titular los tres partidos que disputó su selección en el torneo.

## Clubes como jugador
| Club                             | País    | Año       |
| -------------------------------- | ------- | --------- |
| Zagłębie Lubin                   | Polonia | 1996-2000 |
| Dyskobolia Grodzisk Wielkopolski | Polonia | 2000-2001 |
| Shakhtar Donetsk                 | Ucrania | 2001-2010 |
| Sevastopol                       | Ucrania | 2010-2013 |

## Palmarés como jugador

### Campeonatos nacionales
| Título               | Club             | País    | Año  |
| -------------------- | ---------------- | ------- | ---- |
| Liga Premier         | Shakhtar Donetsk | Ucrania | 2002 |
| Copa de Ucrania      | Shakhtar Donetsk | Ucrania | 2002 |
| Copa de Ucrania      | Shakhtar Donetsk | Ucrania | 2004 |
| Liga Premier         | Shakhtar Donetsk | Ucrania | 2005 |
| Supercopa de Ucrania | Shakhtar Donetsk | Ucrania | 2005 |
| Liga Premier         | Shakhtar Donetsk | Ucrania | 2006 |
| Liga Premier         | Shakhtar Donetsk | Ucrania | 2008 |
| Copa de Ucrania      | Shakhtar Donetsk | Ucrania | 2008 |

### Campeonatos internacionales
| Título          | Club             | País    | Año  |
| --------------- | ---------------- | ------- | ---- |
| Copa de la UEFA | Shakhtar Donetsk | Ucrania | 2009 |

### Distinciones individuales
El once histórico del Shakhtar Donetsk
Mejor futbolista del año: 2009

## Clubes como entrenador
| Club           | País    | Año         |
| -------------- | ------- | ----------- |
| Zagłębie Lubin | Polonia | 2017 - 2018 |
| Termalica      | Polonia | 2019 - 2021 |
| Radomiak Radom | Polonia | 2022 - 2023 |